# Đội tuyển bóng đá quốc gia Madagascar
Đội tuyển bóng đá quốc gia Madagascar (tiếng Pháp: Équipe de Madagascar de football) là đội tuyển cấp quốc gia của Madagascar do Liên đoàn bóng đá Madagascar quản lý.
Trận thi đấu quốc tế đầu tiên của đội tuyển Madagascar là trận gặp đội tuyển Mauritius vào năm 1947. Đội đã một lần tham dự cúp bóng đá châu Phi vào năm 2019 và gây bất ngờ lớn khi lọt vào tứ kết ở ngay lần đầu tham dự.

## Thành tích tại giải vô địch thế giới
- 1930 đến 1970 - Không tham dự
- 1974 - Bỏ cuộc
- 1978 - Không tham dự
- 1982 - Không vượt qua vòng loại
- 1986 - Không vượt qua vòng loại
- 1990 - Không tham dự
- 1994 đến 2022 - Không vượt qua vòng loại

## Cúp bóng đá châu Phi
Madagascar mới một lần tham dự vòng chung kết và gây chấn động lớn khi lọt vào tứ kết ở ngay lần đầu tham dự (2019).
| Cúp bóng đá châu Phi | Cúp bóng đá châu Phi                    | Cúp bóng đá châu Phi                    | Cúp bóng đá châu Phi                    | Cúp bóng đá châu Phi                    | Cúp bóng đá châu Phi                    | Cúp bóng đá châu Phi                    | Cúp bóng đá châu Phi                    | Cúp bóng đá châu Phi                    | Cúp bóng đá châu Phi |
| Vòng chung kết: 1    | Vòng chung kết: 1                       | Vòng chung kết: 1                       | Vòng chung kết: 1                       | Vòng chung kết: 1                       | Vòng chung kết: 1                       | Vòng chung kết: 1                       | Vòng chung kết: 1                       | Vòng chung kết: 1                       | Vòng chung kết: 1    |
| Năm                  | Thành tích                              | Thứ hạng1                               | Số trận                                 | Thắng                                   | Hòa2                                    | Thua                                    | Bàn thắng                               | Bàn thua                                |                      |
| -------------------- | --------------------------------------- | --------------------------------------- | --------------------------------------- | --------------------------------------- | --------------------------------------- | --------------------------------------- | --------------------------------------- | --------------------------------------- | -------------------- |
| 1957 đến 1970        | Không tham dự                           | Không tham dự                           | Không tham dự                           | Không tham dự                           | Không tham dự                           | Không tham dự                           | Không tham dự                           | Không tham dự                           |                      |
| 1972 đến 1974        | Vòng loại                               | Vòng loại                               | Vòng loại                               | Vòng loại                               | Vòng loại                               | Vòng loại                               | Vòng loại                               | Vòng loại                               |                      |
| 1976                 | Bỏ cuộc                                 | Bỏ cuộc                                 | Bỏ cuộc                                 | Bỏ cuộc                                 | Bỏ cuộc                                 | Bỏ cuộc                                 | Bỏ cuộc                                 | Bỏ cuộc                                 |                      |
| 1978                 | Không tham dự                           | Không tham dự                           | Không tham dự                           | Không tham dự                           | Không tham dự                           | Không tham dự                           | Không tham dự                           | Không tham dự                           |                      |
| 1980 đến 1988        | Không tham dự                           | Không tham dự                           | Không tham dự                           | Không tham dự                           | Không tham dự                           | Không tham dự                           | Không tham dự                           | Không tham dự                           |                      |
| 1990                 | Bỏ cuộc                                 | Bỏ cuộc                                 | Bỏ cuộc                                 | Bỏ cuộc                                 | Bỏ cuộc                                 | Bỏ cuộc                                 | Bỏ cuộc                                 | Bỏ cuộc                                 |                      |
| 1992                 | Vòng loại                               | Vòng loại                               | Vòng loại                               | Vòng loại                               | Vòng loại                               | Vòng loại                               | Vòng loại                               | Vòng loại                               |                      |
| 1994                 | Không tham dự                           | Không tham dự                           | Không tham dự                           | Không tham dự                           | Không tham dự                           | Không tham dự                           | Không tham dự                           | Không tham dự                           |                      |
| 1996                 | Bỏ cuộc khi tham dự vòng loại           | Bỏ cuộc khi tham dự vòng loại           | Bỏ cuộc khi tham dự vòng loại           | Bỏ cuộc khi tham dự vòng loại           | Bỏ cuộc khi tham dự vòng loại           | Bỏ cuộc khi tham dự vòng loại           | Bỏ cuộc khi tham dự vòng loại           | Bỏ cuộc khi tham dự vòng loại           |                      |
| 1998                 | Bị cấm tham dự vì bỏ cuộc giải năm 1996 | Bị cấm tham dự vì bỏ cuộc giải năm 1996 | Bị cấm tham dự vì bỏ cuộc giải năm 1996 | Bị cấm tham dự vì bỏ cuộc giải năm 1996 | Bị cấm tham dự vì bỏ cuộc giải năm 1996 | Bị cấm tham dự vì bỏ cuộc giải năm 1996 | Bị cấm tham dự vì bỏ cuộc giải năm 1996 | Bị cấm tham dự vì bỏ cuộc giải năm 1996 |                      |
| 2000 đến 2017        | Vòng loại                               | Vòng loại                               | Vòng loại                               | Vòng loại                               | Vòng loại                               | Vòng loại                               | Vòng loại                               | Vòng loại                               |                      |
| 2019                 | Tứ kết                                  | 6th                                     | 5                                       | 2                                       | 2                                       | 1                                       | 7                                       | 7                                       |                      |
| 2021 đến 2023        | Vòng loại                               | Vòng loại                               | Vòng loại                               | Vòng loại                               | Vòng loại                               | Vòng loại                               | Vòng loại                               | Vòng loại                               |                      |
| 2025                 | Chưa xác định                           | Chưa xác định                           | Chưa xác định                           | Chưa xác định                           | Chưa xác định                           | Chưa xác định                           | Chưa xác định                           | Chưa xác định                           |                      |
| 2027                 | Chưa xác định                           | Chưa xác định                           | Chưa xác định                           | Chưa xác định                           | Chưa xác định                           | Chưa xác định                           | Chưa xác định                           | Chưa xác định                           |                      |
| Tổng cộng            | 1 lần tứ kết                            | 1 lần tứ kết                            | 5                                       | 2                                       | 2                                       | 1                                       | 7                                       | 7                                       |                      |

- ^1 Thứ hạng ngoài bốn hạng đầu (không chính thức) dựa trên so sánh thành tích giữa những đội tuyển vào cùng vòng đấu
- ^2 Tính cả những trận hoà ở vòng đấu loại trực tiếp phải giải quyết bằng sút luân lưu
- ^3 Do đặc thù châu Phi, có những lúc tình hình chính trị hoặc kinh tế quốc gia bất ổn nên các đội bóng bỏ cuộc. Những trường hợp không ghi chú thêm là bỏ cuộc ở vòng loại
- ^4 Khung đỏ: Chủ nhà

## Đội hình
Đây là đội hình tham dự vòng loại World Cup 2022 gặp Bénin và Tanzania vào tháng 11 năm 2021.

Số liệu thống kê tính đến ngày 14 tháng 11 năm 2021 sau trận gặp Tanzania.

| Số | VT | Cầu thủ                     | Ngày sinh (tuổi)  | Trận | Bàn | Câu lạc bộ               |
| -- | -- | --------------------------- | ----------------- | ---- | --- | ------------------------ |
| 23 | TM | Melvin Adrien               | 30 tháng 8, 1993  | 14   | 0   | Louhans-Cuiseaux         |
| 16 | TM | Razakanirina Rakotoasimbola | 14 tháng 10, 1999 | 0    | 0   | AS Adema                 |
| 1  | TM | Mathyas Randriamamy         | 23 tháng 4, 2003  | 1    | 0   | Paris Saint-Germain U-19 |
|    |    |                             |                   |      |     |                          |
| 5  | HV | Pascal Razakanantenaina     | 19 tháng 4, 1987  | 33   | 2   | JS Saint-Pierroise       |
| 21 | HV | Thomas Fontaine             | 8 tháng 5, 1991   | 25   | 0   | Lorient                  |
| 22 | HV | Jérôme Mombris              | 27 tháng 11, 1987 | 19   | 0   | Guingamp                 |
| 20 | HV | Romain Métanire             | 28 tháng 3, 1990  | 15   | 0   | Minnesota United         |
| 14 | HV | Jérémy Morel                | 2 tháng 4, 1984   | 12   | 1   | Lorient                  |
| 3  | HV | Sylvio Ouassiero            | 7 tháng 5, 1994   | 3    | 0   | Fola Esch                |
|    |    |                             |                   |      |     |                          |
| 15 | TV | Ibrahim Amada               | 28 tháng 2, 1990  | 25   | 2   | Al-Markhiya              |
| 4  | TV | Arohasina Andrianarimanana  | 21 tháng 4, 1991  | 21   | 1   | Black Leopards           |
| 8  | TV | Zotsara Randriambololona    | 22 tháng 4, 1994  | 21   | 0   | Bălți                    |
|    | TV | Anicet Abel (đội trưởng)    | 13 tháng 3, 1990  | 17   | 3   | Future                   |
| 6  | TV | Marco Ilaimaharitra         | 26 tháng 7, 1995  | 17   | 2   | Charleroi                |
| 18 | TV | Rayan Raveloson             | 16 tháng 1, 1997  | 12   | 2   | LA Galaxy                |
| 7  | TV | Dimitry Caloin              | 8 tháng 5, 1990   | 11   | 0   | Sète                     |
| 10 | TV | Bastien Héry                | 23 tháng 3, 1992  | 3    | 0   | Derry City               |
| 17 | TV | Loïc Lapoussin              | 27 tháng 3, 1996  | 2    | 0   | Union SG                 |
|    |    |                             |                   |      |     |                          |
| 11 | TĐ | Paulin Voavy                | 10 tháng 11, 1987 | 58   | 14  | Ghazl El Mahalla         |
| 12 | TĐ | Lalaïna Nomenjanahary       | 16 tháng 1, 1986  | 47   | 5   | Paris 13 Atletico        |
| 2  | TĐ | Carolus Andriamatsinoro     | 6 tháng 7, 1989   | 39   | 11  | Ohod                     |
|    | TĐ | Njiva Rakotoharimalala      | 6 tháng 8, 1992   | 38   | 9   | Suphanburi               |
| 19 | TĐ | William Gros                | 31 tháng 3, 1992  | 5    | 0   | Fleury 91                |
| 13 | TĐ | Hakim Abdallah              | 9 tháng 1, 1998   | 5    | 1   | Lierse Kempenzonen       |
| 9  | TĐ | Alexandre Ramalingom        | 17 tháng 3, 1993  | 5    | 2   | Sedan                    |

### Triệu tập gần đây
Dưới đây là tên các cầu thủ được triệu tập trong vòng 12 tháng.
| Vt | Cầu thủ                         | Ngày sinh (tuổi)  | Số trận | Bt | Câu lạc bộ         | Lần cuối triệu tập               |
| -- | ------------------------------- | ----------------- | ------- | -- | ------------------ | -------------------------------- |
| TM | Ibrahima Dabo                   | 22 tháng 7, 1992  | 11      | 0  | JS Saint-Pierroise | v. Burkina Faso, 12 October 2020 |
|    |                                 |                   |         |    |                    |                                  |
| HV | Toavina Rambeloson              | 26 tháng 11, 1992 | 6       | 0  | Croix              | v. Burkina Faso, 12 October 2020 |
| HV | Mario Bakary                    | 21 tháng 7, 1988  | 14      | 0  | Fleury 91          | v. Burkina Faso, 12 October 2020 |
| HV | Ando Rakotondrazaka             | 25 tháng 9, 1987  | 21      | 0  | CNaPS Sport        | v. Bờ Biển Ngà, 31 March 2020    |
| HV | Jean-Claude Marobe              | 18 tháng 6, 1993  | 14      | 0  | Fosa Juniors FC    | v. Bờ Biển Ngà, 31 March 2020    |
| HV | Théodin Ramanjary               | 16 tháng 8, 1996  | 5       | 0  | Fosa Juniors FC    | v. Bờ Biển Ngà, 31 March 2020    |
|    |                                 |                   |         |    |                    |                                  |
| TV | Maminiaina Safidy Rafenoharisoa | 28 tháng 8, 1994  | 0       | 0  | Elgeco Plus        | v. Bờ Biển Ngà, 31 March 2020    |
|    |                                 |                   |         |    |                    |                                  |
| TĐ | Arnaud Randrianantenaina        | 3 tháng 1, 2001   | 5       | 2  | JS Saint-Pierroise | v. Bờ Biển Ngà, 31 March 2020    |